# Língua galesa
O galês (Cymraeg ou y Gymraeg) é um idioma indo-europeu do ramo céltico, falado nativamente na parte ocidental da Grã-Bretanha, mais especificamente no País de Gales (Cymru), e em Y Wladfa, uma colônia de imigrantes galeses na Província de Chubut, na Patagônia argentina. O galês é falado na ilha da Grã-Bretanha há mais tempo que o próprio inglês. Existem também alguns falantes do idioma galês na Inglaterra, no Canadá, nos Estados Unidos, na Austrália e em diversas partes do mundo. Existem três dialetos: o galês setentrional, o galês meridional e o galês patagônico.

## Situação atual
O censo local de 2001 apurou que 20,5% da população do País de Gales são falantes do galês, em uma população de aproximadamente três milhões de pessoas. De acordo com o Ethnologue, o galês contava com 562 000 falantes nativos no Reino Unido em 2011 e 5 000 na Argentina em 2017. Contudo, o número de falantes nativos monolíngues vem diminuindo; em 1971, havia apenas 32 700 monolíngues em galês. Atualmente, quase todos os falantes do galês são bilíngues, falando também o inglês ou o espanhol (na Argentina).
No País de Gales, o uso do galês como língua primária concentra-se nas regiões menos urbanizadas ao norte e ao oeste, principalmente nas regiões administrativas de Gwynedd, Merioneth, Anglesey (Ynys Môn), Carmarthenshire (Sir Gaerfyrddin), Pembrokeshire (Sir Benfro) no Norte, Ceredigion, e no oeste da região de Glamorgan (Morgannwg) ao sul. Contudo, há falantes nativos e falantes fluentes em todo o território galês.
De acordo com a classificação de vitalidade linguística da Unesco publicada em 2010, o galês é considerado um idioma vulnerável, o que indica que a língua “é falada pela maioria das crianças, mas seu uso é restrito a certos domínios comunicativos (ex. o lar)”. Apesar da condição minoritária, a língua galesa pode ser vista e ouvida em vários registros por todos os lados no País de Gales. Ademais, o galês possui imagem positiva no País de Gales e tende a ser usado por todos, em menor ou maior grau, no país.
O governo do País de Gales (inclusive a Assembleia Galesa) usa o galês como idioma oficial, órgãos públicos emitem literatura oficial e publicidade em versões galesas (por exemplo, cartas das escolas para os pais, informação bibliotecária, e as informações do conselho). Toda a sinalização de trânsito no País de Gales é em inglês e galês, incluindo as versões galesas de nomes de lugares (dentre os quais há neologismos recentes criados com base na toponímia inglesa).
Há muitos cidadãos galeses que falam apenas inglês. Entretanto, um grande número de falantes do galês se sentem mais confortáveis ao se expressarem em galês do que em inglês. A preferência por um ou outro idioma tende a variar de acordo o domínio do assunto em questão (conhecido na linguística como mudança de código).
Apesar do galês ser uma língua minoritária, e portanto ameaçada pela predominância do inglês, o apoio ao idioma cresceu durante a segunda metade do século XX, juntamente com o surgimento de organizações políticas nacionalistas tais como o partido político Plaid Cymru (’’Partido dos Galeses’’) e a Cymdeithas yr Iaith Gymraeg (”Academia da Língua Galesa”). O Comissariado da Língua Galesa (Comisiynydd y Gymraeg) foi criado em 2012 com o intuito de promover e regular o uso do galês nos meios públicos e privados no País de Gales.
O governo britânico ratificou o Carta Européia das Línguas Regionais ou Minoritárias em respeito ao galês.

## Dialetos e registros
Tradicionalmente se divide o galês em três dialetos principais: o galês meridional e o galês setentrional, ambos falados em Gales, e o galês patagônio, falado na Argentina. Atualmente não existe um dialeto coloquial padrão, sendo ambos os dialetos meridional e setentrional aceitos no País de Gales.
Há diferenças significativas dentre os dialetos em pronúncia, vocabulário e morfossintaxe.
| Galês setentrional | Galês meridional | Tradução  |
| ------------------ | ---------------- | --------- |
| allan              | mas              | fora      |
| bwrdd              | bord             | mesa      |
| chdi               | ti               | você (tu) |
| efo                | gyda             | com       |
| rŵan               | nawr             | agora     |
| nain               | mam-gu           | avó       |
| geneth             | merch            | garota    |
| dos                | cer              | vá!       |
| eisiau             | moyn             | querer    |

### Registros
Pode-se considerar que o galês moderno se enquadra amplamente em dois registros principais - o galês coloquial (Cymraeg llafar) e galês literário (Cymraeg llenyddol). A gramática descrita aqui é a do galês coloquial, que é usada na maioria dos contextos comunicativos e na escrita informal. O galês literário é mais próximo da forma de galês padronizada pela tradução de 1588 da Bíblia, e é encontrado em documentos oficiais e outros registros formais, incluindo a literatura. Como uma forma padronizada, o galês literário mostra pouca ou nenhuma variação dialetal encontrada no galês coloquial.

## História e desenvolvimento
O  Galês (Cymraeg) provém da antiga língua dos celtas britônicos, que chegaram à ilha vindos da Gália, no século V a.C., e que permaneceu sendo usado no interior da Grã-Bretanha, mesmo após as invasões germânicas, em regiões onde anglos, saxões e jutos tinham menor influência. Após a invasão normanda, os falantes do galês recuaram mais para o oeste, onde a língua sobreviveu, ao passo que no sul da Escócia, a língua dos celtas foi suplantada pelo inglês arcaico. Os estudioso identificam três períodos na história do galês: o galês antigo, o galês medieval e o galês atual, descrito nesta página.

### Galês arcaico
O galês arcaico (Hen Gymraeg) é a denominação que se dá à língua galesa desde o momento que se desenvolveu a partir do britônico, momento que geralmente se situa entre meados do Século VI e meados do Século VII até princípios do Século XII, quando começam a se manifestar características relacionadas ao galês medieval.
Do galês arcaico há registros de poemas e alguma prosa, ainda que alguns desses textos provenham de manuscritos escritos em épocas posteriores, como no texto do poema Y Gododdin. O texto mais antigo integralmente em galês arcaico é provavelmente o de uma lápide que se conserva hoje na igreja de São Cadfan na cidade de Tywyn, que dataria de princípios do Século VIII. Também há um texto em galês arcaico do Livro de São Chad que se pensa escrito em finais do século VIII e início do IX, mas que poderia ser cópia de um texto do século VI ou VII. O galês arcaico só é inteligível para um falante de galês atual com a ajuda de abundante aparato de notas.

### Galês medieval
O galês medieval (Cymraeg Canol ) é como se descreve a língua galesa no período do século XII ao XIV. Desta etapa da língua restam mais registros que do galês arcaico Esta forma de galês desenvolveu-se a partir de mudanças linguísticas ocorridas no galês antigo. O galês medieval é a língua de quase todos os manuscritos da coletânea de escritos em prosa do Mabinogion, ainda que a origem dos contos em si seja muito mais antiga. O Mabinogion é também a língua da maior parte dos manuscritos da Lei Galesa. O galês medieval é razoavelmente inteligível, com algum trabalho, para um falante letrado do galês moderno.

## Fonologia

### Consonantes
As seguintes consonantes são fonêmicas em galês:
|             | Labial | Labial | Dental | Dental | Alveolar | Alveolar | Lateral | Lateral | Pós- alveolar | Pós- alveolar | Palatal | Palatal | Velar | Velar | Uvular | Uvular | Glotal | Glotal |
| ----------- | ------ | ------ | ------ | ------ | -------- | -------- | ------- | ------- | ------------- | ------------- | ------- | ------- | ----- | ----- | ------ | ------ | ------ | ------ |
| Nasal       | m̥      | m      |        |        | n̥        | n        |         |         |               |               |         |         | ŋ̊     | ŋ     |        |        |        |        |
| Oclusiva    | p      | b      |        |        | t        | d        |         |         | (tʃ)          | (dʒ)          |         |         | k     | ɡ     |        |        |        |        |
| Fricativa   | f      | v      | θ      | ð      | s        | (z)      | ɬ       |         | ʃ             |               |         |         |       |       | χ      |        | h      |        |
| Vibrante    |        |        |        |        | r̥        | r        |         |         |               |               |         |         |       |       |        |        |        |        |
| Aproximante |        |        |        |        |          | l        |         |         |               |               | (ç)     | j       | (ʍ)   | w     |        |        |        |        |

Em cada par, a consonante da direita é vozeada e a da esquerda é surda. Os símbolos em parênteses representam alofones.

### Vogais
Os fonemas vocálicos do galês são os seguintes:
|         | Anterior | Anterior | Central | Central | Porterior | Porterior |
| curta   | longa    | curta    | longa   | curta   | longa     |           |
| ------- | -------- | -------- | ------- | ------- | --------- | --------- |
| Fechada | ɪ        | iː       | ɨ̞       | ɨː      | ʊ         | uː        |
| Média   | ɛ        | eː       | ə       | (əː)    | ɔ         | oː        |
| Aberta  |          |          | a       | ɑː      |           |           |

As vogais /ɨ̞/ e /ɨː/ só ocorrem nos dialetos setentrionais; nos dialetos do sul são substituídas por /ɪ/ e /iː/, respectivamente. Nos dialetos meridionais, o contraste entre vogais longas e curtas é encontrado somente em sílabas tônicas; nos dialetos do norte, o contraste só é encontrado em oxítonas, incluindo monossílabos tônicos.

## Ortografia
O alfabeto  latino é usado para representar o galês. Além das letras únicas, a escrita galesa utiliza dígrafos e trígafos para representar sons inexistentes no latim. As letras < v >, < x > e < z > não são usadas em palavras nativas.
| Letra(s) | a | b  | c  | ch  | d  | dd  | e | f  | ff  | g  | ng  | h    | i | l  | ll  | m  | n  | o | p  | ph       | r | rh  | s  | t  | th  | u    | w | y       |
| Nome     | â | bi | ec | ech | di | edd | ê | ef | eff | eg | eng | hets | î | el | ell | em | en | ô | pi | ffi, yff | r | rhi | es | ti | eth | û    | ŵ | ŷ       |
| API      | a | b  | k  | χ   | d  | ð   | ɛ | v  | f   | g  | ŋ   | h    | i | l  | ɬ   | m  | n  | o | p  | f        | r | r̥   | s  | t  | θ   | ɨ, ɪ | u | ɨ, ɪ, ə |

O galês também tem ditongos:
| Dígrafos | AFI                                  |
|          | Galês setentrional, galês meridional |
| ae       | aɪ                                   |
| ai       | aɪ                                   |
| au       | aɪ                                   |
| aw       | aʊ                                   |
| ei       | əɪ                                   |
| eu       | əɪ, əɪ                               |
| ew       | əʊ                                   |
| ey       | əɪ, əɪ                               |
| oe       | ɔɪ                                   |
| oi       | ɔɪ                                   |
| ou       | ɔɪ, ɔɪ                               |
| ow       | ɔɪ                                   |
| uw       | ɪʊ, ɪʊ                               |
| wy       | ʊɪ                                   |
| yw       | ɪʊ, ɪʊ                               |

As seguintes letras se usam apenas na grafia de empréstimos estrangeiros.
| Letra | IPA |
| j     | ʤ   |
| ts    | ʧ   |

### Observações
- a letra < h > é usada para representar a mutação de nasalização nos dígrafos < mh >, < nh > e no trígafo < ngh >.
- o dígrafo < ph > é apenas usado para representar a mutação de aspiração
- a letra < y > indica [ə] em palavras monossilábicas ou sílabas não-finais, mas [ɨ] ou [ɪ] em sílabas em outras posições na palavra.
- as letras < u > e < y > são pronunciadas [ɨ] no Norte do País de Gales e [ɪ] no Sul do País de Gales.
- a sequência < si > se pronuncia [ʃ] quando seguida por uma vogal.

## Morfofonologia

### Mutações consonantais
Nas línguas celtas, o termo mutação consonantal se refere às alterações fonéticas em consonantes iniciais de palavras de várias classes em função do papel gramatical da palavra na oração. No galês, as mutações consonantais gramaticais realizam funções tais quais:
- Marcação do gênero feminino em adjetivos no singular (llyfr diddorol - drama ddiddorol / ‘livro interessante’ - ‘peça interessante’)
- Marcação de posse no singular (car - fy nhar, dy gar, ei char / ‘carro’ - ‘meu carro’, ‘teu carro’, ‘carro dela’)
- Marcação do caso locativo (Dulyn - yn Nulyn / ‘Dublim' - ‘em Dublim’)
- Marcação do predicativo do sujeito (drud - mae'r car yn ddrud / ‘caro’ - ‘o carro é caro’)
- Marcação de verbos conjugados em enunciados interrogativos (Cyrhaeddodd hi - Gyrhaeddodd hi? / ‘ela chegou’ - ‘ela chegou?’)
- Marcação do objeto direto de verbos conjugados (bachgen - Gwelais i fachgen / ‘menino’ - ‘eu vi um menino’)
- Marcação de objeto direto preposicionado.

#### Tipos de mutação consonantal
As mutações presentes no galês moderno são três: a mutação de lenição, a mutação de nasalização e a mutação de aspiração. A mutação de lenição sinaliza o vozeamento ou a fricativização da consonante; a mutação de nasalização se caracteriza por transformar as consoantes oclusivas em nasais. Por sua vez, a mutação de aspiração sinaliza um processo de espirantização no qual as consonantes oclusivas surdas se tornam fricativas surdas. Nem todas as consoantes estão sujeitas a todas as possibilidades de mutação. De fato, apenas as oclusivas surdas /p t k/ apresentam quatro formas distintas no galês moderno. As mutações presentes no galês literário, assim como no galês coloquial padrão, são as seguintes (símbolos fonéticos, seguidos de símbolos ortográficos quando diferentes):
| Radical | Lenição | Nasalização | Aspiração | Exemplos ortográficos        | Tradução       |
| ------- | ------- | ----------- | --------- | ---------------------------- | -------------- |
| p       | b       | m̥ ⟨mh⟩      | f ⟨ph⟩    | pont - bont - mhont - phont  | ponte          |
| t       | d       | n̥ ⟨nh⟩      | θ ⟨th⟩    | tad - dad - nhad - thad      | pai            |
| k ⟨c⟩   | g       | ŋ̊ ⟨ngh⟩     | χ ⟨ch⟩    | cath - gath - nghath - chath | gato           |
| b       | v ⟨f⟩   | m           | -         | braich - fraich - mraich     | braço          |
| d       | ð ⟨dd⟩  | n           | -         | dydd - ddydd - nydd          | dia            |
| g       | Ø       | ŋ ⟨ng⟩      | -         | gair - air - ngair           | palavra        |
| m       | f [v]   | -           | -         | mam - fam                    | mãe            |
| r̥ ⟨rh⟩  | r       | -           | -         | rhaglen - raglen             | programa de TV |
| ɬ ⟨l⟩   | l       | -           | -         | llyfr - lyfr                 | livro          |

Deve-se notar que, no galês falado atual, a mutação de lenição vem substituindo as demais mutações.

#### Usos das mutações
As mutações consonantais resultam de processos de mudança fonética naturais ocorridos já no primeiro milênio da Era Cristã. Ao longo dos séculos, os ambientes fonéticos que causaram as mudanças perderam-se, e distribuição das mutações consonantais tornou-se algo arbitrária. Por exemplo, o possessivo ei (‘seu’/‘sua’) causa a mutação de lenição quando o gênero do possuidor é masculino, mas a mutação de aspiração quando o possuidor é feminino: ei thad ‘o pai dela’ e ei dad ‘o pai dele’ (tad - ‘pai’). A tabela abaixo contém um resumo do uso das mutações no galês falado padrão:
|             | Mutação de lenição                                                                                         | Mutação de nasalização | Mutação de aspiração |
| ----------- | --- | ---------------------- | -------------------- |
| Preposições | i, ar, am, drws, o, heb, wrth, etc.                                                                        | yn (em, locativo)      | â, gyda, tua         |
| Possessivos | dy, ei (masculino)                                                                                         | fy (meu)               | ei (feminino)        |
| Numerais    | un (1, feminino), dwy/dau (2)                                                                              | -                      | tri (3), chwech (6)  |
| Gênero      | adjetivos que modificam substantivos femininos, substantivos femininos seguidos do artigo definido y/yr/’r | -                      | -                    |

#### Palavras que não sofrem mutação
Algumas palavras não sofrem mutação consonantal no galês moderno, devido a fatores tanto históricos como estilísticos. Os seguintes casos se observam no galês atual:
1. Palavras que começam com vogais ou com os sons consonantais /h/, /r/, /f/, /v/, /χ/, /s/, /l/:
  - Aber - o Aber (‘Aber’ - ‘de Aber’); hi - i hi (‘ela - para ela’); chwaer - fy chwaer (‘irmã’ - ‘minha irmã’), comparado a:
    - Cymru - o Gymru (‘Gales’ - ‘de Gales’); Bangor - ym Mangor (‘Bangor’ - ‘em Bangor’); cath - fy nghath (‘um gato’ - ‘meu gato’)
2. Palavras que começam com /d/ quando seguidas de /s/ na palavra anterior:
  - nos (f) da (‘uma noite boa’), comparado a:
    - dydd (m) Mawrth - nos (f) Fawrth (‘terça’ - ‘noite de terça')
3. Nomes próprios de pessoas:
  - Ceri - a Ceri (‘o Ceri ’ - ‘e o Ceri’), comparado a:
    - ci - a chi  (‘um cachorro’ - ‘e um cachorro’)
4. Topônimos não incorporados à fonologia galesa:
  - Georgia - i Georgia (‘Estado da Geórgia’ - ‘para o Estado da Geórgia’), comparado a:
    - Gwynedd - i Wynedd (‘Gwynedd’ - ‘para Gwynedd’)
5. Alguns empréstimos do inglês, sobretudo os que começam com /g/:
  - garej - hen garej (‘uma garagem’ - ‘uma garagem velha’), comparado a:
    - gre - hen re (‘um garanhão’ - ‘um garanhão velho’)
6. Palavras que já sofreram mutação

## Morfossintaxe
A morfossintaxe do galês se caracteriza sobretudo pela ordem VSO, pelas mutações consonantais como forma de concordância gramatical, pelo uso de locuções verbais preposicionadas, pelas preposições flexionadas, pelos gêneros masculino e feminino e pela flexão verbal em três modos: afirmativo, interrogativo e negativo. As flexões verbais podem diferir drasticamente entre o galês coloquial e o galês literário (ver abaixo), além de haver diferenças dialetais. O galês compartilha grande parte de sua morfologia com as demais línguas celtas vivas.

### Ordem dos constituintes
Nas orações simples, a ordem dos constituintes sintáticos do galês é  verbo-sujeito-objeto. Por exemplo:
- Darllenodd hi y llyfrau - ‘Ela leu os livros’ (lit. “leu ela os livros”)
- Darllenwch chi y papur newydd - ‘Vocês lerão o jornal’ (lit. “lerão vocês o jornal”)
- Prynet ti y car mawr ’na? - ‘Você compraria este carro grande?’ (lit. “compraria você este carro grande?”)
- Maen nhw’n prynu dillad - ‘Elas/Eles estão comprando roupa’ (lit. “estão elas/eles na compra de roupas”)

| Verbo      | Sujeito | Objeto          |
| ---------- | ------- | --------------- |
| darllenodd | hi      | y llyfrau       |
| darllenwch | chi     | y papur newydd  |
| prynet     | ti      | y car mawr ’na  |
| maen       | nhw     | ’n prynu dillad |

### Gênero gramatical
Há duas classes nominais em galês, tradicionalmente classificadas como os gêneros gramaticais feminino e masculino. Como no português (e ao contrário do inglês), o gênero em galês é determinado lexicalmente, isto é, a maioria das palavras apresenta características morfossintáticas relacionadas a um do dois gêneros. Por exemplo, a palavra pont 'ponte’ é feminina, mas a palavra bwrdd ‘mesa’ é masculina em galês. A categoria de gênero é expressa através de cinco estratégias morfossintáticas:

##### Mutação de lenição no feminino singular precedido do artigo definido (y/yr/’r)
|           | Indefinido | Definido    | Mutação | Tradução              |
| --------- | ---------- | ----------- | ------- | --------------------- |
| Feminino  | brenhines  | y frenhines | b > f   | uma rainha / a rainha |
| Feminino  | merch      | y ferch     | m > f   | uma menina / a menina |
| Feminino  | pont       | y bont      | p > b   | uma ponte / a ponte   |
| Masculino | bachgen    | y bachgen   | Ø       | um menino / o menino  |
| Masculino | môr        | y môr       | Ø       | mar / o mar           |
| Masculino | palas      | y palas     | Ø       | um palácio/ o palácio |

##### Mutação de lenição do adjetivo que segue o substantivo feminino singular
|           | Singular               | Singular           | Plural                 | Plural            |
|           | Substantivo e Adjetivo | Tradução           | Substantivo e Adjetivo | Tradução          |
| --------- | ---------------------- | ------------------ | ---------------------- | ----------------- |
| Feminino  | merch fach             | uma menina pequena | merched bach           | meninas pequenas  |
| Feminino  | pont fach              | uma ponte pequena  | pontydd bach           | pontes pequenas   |
| Masculino | bachgen bach           | um menino pequeno  | bechgyn bach           | meninos pequenos  |
| Masculino | palas bach             | um palácio pequeno | palasau bach           | palácios pequenos |

##### Formas femininas dos numerais de 2 a 4
|           | Numeral | Substantivo e Adjetivo | Tradução                                                    |
| --------- | ------- | ---------------------- | ----------------------------------------------------------- |
| Feminino  | 2       | dwy ferch, bont        | duas meninas, pontes (lit. “duas menina”, “duas ponte”)     |
| Feminino  | 3       | tair merch, pont       | três meninas, pontes                                        |
| Feminino  | 4       | pedair merch, pont     | quatro meninas, pontes                                      |
| Masculino | 2       | dau fachgen, balas     | dois meninos, palácios (lit. “dois menino”, “dois palácio”) |
| Masculino | 3       | tri bachgen, phalas    | três meninos, palácios                                      |
| Masculino | 4       | pedwar bachgen, palas  | quatro meninos, palácios                                    |

Note-se que os substantivos precedidos de numerais de 1 a 19 no galês não flexionam por número.

##### Pronomes demonstrativos
|           | Substantivo e demonstrativo | Tradução                         |
| --------- | --------------------------- | -------------------------------- |
| Feminino  | y ferch hon                 | esta menina (lit. “menina esta”) |
| Feminino  | y bont hon                  | esta ponte                       |
| Masculino | y bachgen hwn               | este menino (lit. “menino este”) |
| Masculino | y palas hwn                 | este palácio                     |

##### Pronomes pessoais no singular
|                        | Pronome pessoal | Exemplos                                                                         | Tradução                                                                                |
| ---------------------- | --------------- | -------------------------------------------------------------------------------- | --------------------------------------------------------------------------------------- |
| Feminino singular (f)  | hi              | Gwelais i ei gath (f). Mae hi’n fawr iawn                                        | Eu vi a gata dele. Ela (hi) é bem grande                                                |
| Masculino singular (m) | (f)e, (f)o      | Gwelais i ei gi (m). Mae e’n ddu.                                                | Eu vi o cachorro dele. Ele (e) é preto                                                  |
| Plural (m ou f)        | nhw             | Gwelais i ei gathod (f.pl). Maen nhw yno. Gwelais i ei gŵn (m.pl). Maen nhw yno. | Eu vi as gatas dele. Elas (nhw) estão ali Eu vi os cachorros dele. Eles (nhw) estão ali |

### Paradigmas verbais

#### Flexões do verbobod(‘ser/estar’) por modo gramatical
O galês tem apenas um verbo, bod, que expressa o significada tanto de ‘ser’ como de ‘estar’ e, como em várias outras línguas, é altamente irregular. Além da variação em forma dependendo da pessoa, do tempo e do modo, no galês os verbos também apresentam flexão em três modos: afirmativo, negativo, e interrogativo.
O modo negativo do verbo bod é formado a partir das respectivas formas do modo afirmativo. No tempo presente, acrescenta-se dy- à forma afirmativa na maioria dos casos (dw i  ‘eu sou’; dydw i ‘eu não sou’).
| Afirmativo                | Negativo                | Interrogativo       | Pronomes     |
| (ry)dw sou/estou          | dydw não sou/estou      | ydw sou/estou?      | i eu         |
| rwyt és/estás             | dwyt não és/estás       | wyt és/estás?       | ti tu        |
| mae é/está                | dydy não é/está         | ydy é/está?         | hi/e ela/ele |
| dan~(ry)dyn somos/estamos | dydyn não somos/estamos | ydyn somos/estamos? | ni nós       |
| dach~(ry)dych sois/estais | dydych não sois/estais  | ych sois/estais?    | chi vocês    |
| maen são/estão            | dydyn não são/estão     | ydy(n) são/estão?   | nhw elas(es) |

## Léxico

### Vocabulário básico
O galês é uma língua derivada do britônico comum, por sua vez derivado do proto-celta, do qual a maioria das palavras galesas foram herdadas. Os vocábulos galeses de origem cética dizem respeito sobretudo à terminologia de parentesco, às cores e a nomes de animais, alimentos e verbos. A tabela abaixo contém termos equivalentes na língua irlandesa.
|            | Galês                  | Irlandês                    | Tradução                        |
| ---------- | ---------------------- | --------------------------- | ------------------------------- |
| Parentesco | tad, mab, mam, modryb  | athair, mac, máthair, -     | pai, filho, mãe, tia            |
| Cores      | du, llwyd, glas, melyn | dubh, liath, glas, -        | preto, cinza, azul, amarelo     |
| Animais    | neidr, moch, ci, arth  | nathair, muca, cú, art      | cobra, porco(s), cachorro, urso |
| Alimentos  | bara, cig, afal, halen | bairghean, cích, úll, halén | pão, carne, maçã, sal           |

### Influência do latim
Em meados dos anos 70 do século I, a maior parte da Ilha da Grã-Bretanha foi ocupada pelos romanos, com a exceção do norte da Escócia. O latim tornou-se a língua oficial da província, porém o britônico, a língua materna dos habitantes celtas da Britânia, era a língua falada no dia-a-dia. Durante esse período, muitas palavras em latim foram incorporadas na língua, sobretudo termos para os fenômenos e a cultura que os romanos traziam consigo.